# Wapen van Kraainem

Het wapen van Kraainem (sinds 1924/1994).

Het Wapen van Kraainem is het heraldisch wapen van de Belgische gemeente Kraainem. Het wapen werd op 3 mei 1924 toegekend en op 21 juni 1994 herbevestigd.

## Geschiedenis
Het gemeentewapen toont het wapen van de familie Kieffelt, heren van Kraainem van 1624 tot de 18e eeuw. Een zegel van de lokale raad uit 1696 gebruikte dit wapen en daarom werd dit door de gemeenteraad voorgesteld als gemeentewapen in 1924. Als schildhouders zijn een op Romeinse wijze geklede man en een vrouw aangebracht.

## Blazoen
Het wapen heeft de volgende blazoenering:
In goud een dwarsbalk van lazuur, beladen met drie potten van het veld; schildhouders: rechts een man, links een vrouw, beiden van natuurlijke kleur, op Romeinse wijze gekleed van zilver en houdend een boog van goud.

## Verwante wapens

Voormalig wapen van Sint-Stevens-Woluwe.
Wapen van Zaventem.